# Bosnio-australieni
Bosnio-australienii sunt oameni din Australia, de origine bosniacă sau care provin din Bosnia și Herțegovina. Conform recensământului din 2006, 24630 australienii s-au născut în Bosnia și Herțegovina. O mare majoritate de bosniaci din Australia sunt de credință islamică. Deși are o populație substanțial mai mică decât alte grupuri de imigranți din Australia, australienii bosnieci formează un grup foarte organizat, o comunitate auto-conștientă și activă în multe domenii ale vieții australiene. Au activități în principal religioase, echipe sportive, cluburi sociale, programe de radio, ziare, festivaluri în aer liber și activități culturale și multe altele. Bosniecii în Australia nu mai sunt numiți “Iugoslavi”.

## Imigrații
În 1986 s-a estimat că existau 5500 musulmani bosnieci în Australia, inclusiv până la 2000 născuți în Australia.
Numărul de bosnieci în Australia este mai mare decât cel indicat de recensământul din 2006, întrucât unii dintre cei născuți înainte de 1990 au fost incluși în recensământ ca iugoslavi în ciuda credinței lor privind apartenența etnică.

## Istorie
Puțini bosnieci s-au stabilit în Australia, în timpul primei jumătăți a secolului XX, fiind implicați în principal în sectorul agricol. După Primul Război Mondial numărul lor a crescut la câteva mii. Al Doilea Război Mondial a dus la o emigrare mai puternică a  bosniecilor, în 1961 numărul lor a crescând la 30000. În anii '70, numărul bosniecilor sosiți în Australia a ajuns la 65000.

## Comunitate
Cei mai mulți dintre bosnieci din Australia au migrat în țară pe parcursul secolului 20, și mai recent, ca urmare a al doilea război bosniac care a avut loc între martie 1992 și noiembrie 1995. Au fost mișcări semnificative după al Doilea Război Mondial și din nou în anii 1960 și 1970. Primele semne ale vieții comunității musulmanilor bosnieci au fost evidente după 1950, 1960 și 1970, cu înființarea a două moschei în Melbourne și Sydney. Imigranții bosnieci care au sosit în Australia în anii 1960 au adus contribuții importante Australiei moderne.

## Lista personalităților bosnio-australiene
- Ed Husic, politician
- Ned Catic, fost jucător de rugby
- Dino Delic
- Dino Djulbic

## Sporturi
Multi bosnieci din Australia joacă fotbal sau alte sporturi. Bosnio-australienii au ajutat la transformarea fotbalului fotbalului în unul dintre cele mai populare sporturi din Australia. Unele cluburi la care au jucat sunt:
New South Wales
Sydney
- FC Bossy Liverpool